# Zenon de Almeida
Zenon de Almeida (Porto Alegre, 1892 — Rio de Janeiro, 1940) foi um ativista libertário cuja atuação mais expressivamente se deu no Rio Grande do Sul, nas primeiras décadas do século XX.
Exerceu as profissões de marinheiro, sapateiro, químico, jornalista e roteirista de teatro, sendo também um destacado orador.
Foi responsável pela edição dos periódicos libertários Terra Livre e A Luta.
Foi importante apoiador das escolas modernas e sindicatos anarquistas na cidade de Porto Alegre.

## Vida
Zenon era filho da união de Leocádia e Inácio Budaszewski, ela dona de casa e ele sapateiro de profissão, poloneses naturais da Varsóvia.
Desde muito jovem Zenon Budaszewski aprendeu a profissão de seu pai, o que não lhe impediu de receber educação primária completa, com ênfase na música. Segundo seu filho Marat, Zenon tocava diversos instrumentos e cantava, executando peças clássicas e líricas. Frequentou as escolas alemãs o que lhe permitiu conhecer o  idioma alemão a se somar ao português falado nas ruas, bem como ao ídiche e ao polonês falados por seus pais.
Como aprendiz de sapateiro exerceu inicialmente a função de cortador de couro. Posteriormente passou para o cargo de modelista e desenhista de calçados, desenhando calçados femininos a serem criados nas sapatarias.
Ao chegar a adolescência era alto e de forte compleição, parecendo ser mais velho. Em 1907, aos 15 anos, concluiu os estudos primários e deixou a casa de seus pais, bem como a profissão de sapateiro, embarcando em um veleiro holandês que aportara em Porto Alegre no cargo de moço-de-convés.

### Viagens marítimas
Nos quatro anos seguintes navegaria pelos oceanos neste e em outros barcos cargueiros, assumindo diferentes profissões dentro dos navios. Em 1911 retornou a Porto Alegre em um navio inglês, na condição de marinheiro. No tempo em que passara na Europa aprendera os idiomas francês, italiano, turco e inglês.
Na Europa adquirira também uma biblioteca de escritos principalmente sobre química industrial, o que lhe permitiria mais tarde trabalhar como químico em um frigorífico na cidade de Pelotas. Também nas viagens por nações europeias tivera o primeiro contato com a filosofia política anarquista.

### Escola Moderna

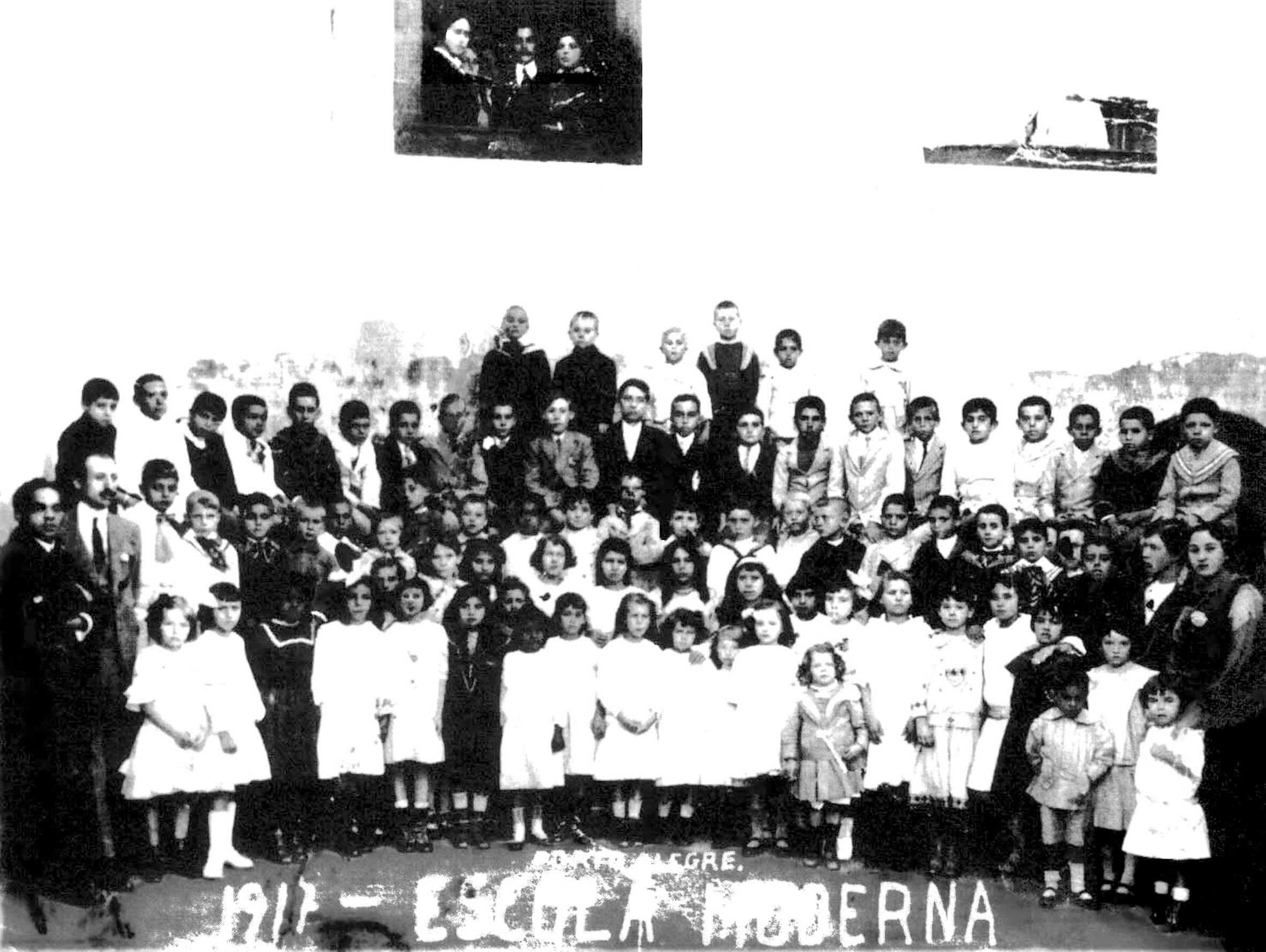
Turma de uma das escolas modernas de Porto Alegre em 1917. À esquerda Zenon de Almeida e Djalma Fettermann, à direita duas das irmãs Martins.

Em Porto Alegre, junto com um extenso grupo de apoiadores libertários que incluía Djalma Fettermann e as irmãs Martins, Zenon de Almeida teve um papel de destaque em 1915 na criação da escola moderna nº1 (localizada na rua Ramiro Barcelos 197). Esta escola tinha como base conceitual a escola moderna teorizada pelo pedagogo catalão Francisco Ferrer y Guardia, em finais do século XIX e início do XX.
Junto com outros libertários, Zenon fez parte também da Sociedade Pró-Ensino Racionalista, fundada em 2 de abril de 1916, cujo intuito era a propagação dos princípios de racionalismo, liberdade e solidariedade na educação, com base nos escritos de Ferrer.